# Darío Rodríguez
Pour les articles homonymes, voir Rodríguez.
Octavio Darío Rodríguez Peña (né le 17 septembre 1974 à Montevideo) est un footballeur uruguayen. Il joue au poste de défenseur (arrière gauche ou défenseur central).
Il est issu d'une famille de footballeurs. Son frère aîné Hector dit Samantha fut international.
Il est de cette école uruguayenne, défenseur très dur au marquage. C'est un stoppeur dur à passer un contre un. Il a évolué dans les clubs de Sud America, Toluca au Mexique, Bella Vista et Peñarol Montevideo.
Après avoir participé à la Coupe du monde 2002 en Asie avec la sélection uruguayenne, il débarque en Allemagne au club de Gelsenkirchen, le FC Schalke 04.
Il compte 51 sélections en équipe d'Uruguay entre 2000 et 2007, et 4 buts, dont un en Coupe du monde 2002 contre le Danemark.

## Palmarès
- Champion d'Uruguay avec Peñarol en 1999
- Vainqueur de la Coupe de la Ligue allemande avec Schalke 04 en 2005

### Buts en sélection
| Buts en sélection de Darío Rodríguez | Buts en sélection de Darío Rodríguez | Buts en sélection de Darío Rodríguez       | Buts en sélection de Darío Rodríguez | Buts en sélection de Darío Rodríguez | Buts en sélection de Darío Rodríguez | Buts en sélection de Darío Rodríguez    |
| #                                    | Date                                 | Lieu                                       | Adversaire                           | Score                                | Résultats                            | Compétitions                            |
| ------------------------------------ | ------------------------------------ | ------------------------------------------ | ------------------------------------ | ------------------------------------ | ------------------------------------ | --------------------------------------- |
| 1                                    | 17 février 2000                      | Estadio Domingo Burgueño Miguel, Maldonado | Hongrie                              | 2-0                                  | 2-0                                  | Match amical                            |
| 2                                    | 18 juillet 2000                      | Estadio Centenario, Montevideo             | Bolivie                              | 2-1                                  | 3-1                                  | Éliminatoires de la Coupe du monde 2002 |
| 3                                    | 1er juin 2002                        | Munsu Cup Stadium, Ulsan                   | Danemark                             | 1-1                                  | 1-2                                  | Coupe du monde 2002                     |
| 4                                    | 12 novembre 2005                     | Estadio Centenario, Montevideo             | Australie                            | 1-0                                  | 1-0                                  | Barrages de la Coupe du monde 2006      |

## Parcours d'entraîneur
- juin-nov. 2023 :  CA Peñarol
- depuis jan. 2025-fév. 2025 :  RC Montevideo